# Piero Pisenti
Piero Pisenti (Perugia, 20 marzo 1887 – Pordenone, 29 settembre 1980) è stato un politico e avvocato italiano.

## Biografia
Discendente da una famiglia di docenti universitari, si laureò in giurisprudenza a Bologna nel 1912 e un anno dopo si trasferì a Pordenone, dove aprì uno studio professionale e iniziò la carriera politica, diventando consigliere e assessore comunale di questa città dal 1915 al 1919 con una lista conservatrice. Nel 1920 fondò a Udine il movimento politico Unione del Lavoro, che pochi mesi dopo confluì nel Partito Nazionale Fascista.

### Impegno politico
Iscrittosi anch'egli al PNF nel 1921, si impose come capo dello squadrismo friulano. Segretario del Fascio di Udine dal 1922 al 1923 fu anche segretario federale (1922-1924), alto commissario politico del Fascismo (1923), intendente generale per i debiti di guerra, direttore del Giornale del Friuli (1923-1925) e presidente della sezione udinese dell'Istituto di Cultura Fascista.
Nel 1926 non approvò alcune leggi interne e fu per questo espulso dal partito, essendo poi riammesso un anno dopo: in base a tale circostanza anni dopo Benito Mussolini lo definì come "l'uomo che durante tutto il ventennio fascista ha avuto il coraggio d'una sua illuminata eterodossia". Eletto deputato per la prima volta nel 1924 e sempre confermato fino al 1939 - allorché la Camera dei deputati fu trasformata nella Camera dei fasci e delle corporazioni, di cui Pisenti fu membro fino al 1943 - divenne nel corso degli anni uno dei gerarchi più fedeli al "duce", che lo ricompensò affidandogli numerosi incarichi nazionali e regionali.

### Adesione a Salò
Dopo l'8 settembre 1943 aderì alla Repubblica Sociale Italiana, pur non avendo inizialmente incarichi in essa. Dopo la morte di Antonino Tringali Casanova, avvenuta il 4 novembre dello stesso anno, venne scelto per occupare il dicastero della Giustizia e in questa veste, quando seppe della domanda di grazia chiesta dai condannati a morte del processo di Verona (tra gli altri Galeazzo Ciano, Emilio De Bono e Carluccio Pareschi), fu favorevole, affermando di non avere nemmeno voluto firmare il decreto che istituiva il tribunale, e che "non esistevano prove di collusione preventiva tra i membri del Gran Consiglio, Badoglio e la Monarchia". Ciò gli fu impedito da Alessandro Pavolini, dopo un'accesa discussione, il quale si assunse la responsabilità di respingere le richieste di grazia in quanto segretario del partito, "dato che di tutta la faccenda se ne è occupato esclusivamente il partito".
Assieme al colonnello Ermacora Zuliani, costituì con il nome di Reggimento Alpini Tagliamento un reparto impegnato nella difesa dei confini orientali dell'Italia dopo l'8 settembre 1943 e nella lotta contro le formazioni partigiane jugoslave e le loro alleate italiane, sottoposto alla diretta amministrazione militare tedesca, nella sede del glorioso 8º Reggimento alpini.

### Epilogo
Al termine della seconda guerra mondiale fu arrestato il 21 giugno 1945 e grazie all'intervento di Fermo Solari poté evitare la fucilazione, che i partigiani avevano già programmato. Dopo un anno di carcere preventivo, processato per collaborazionismo, Pisenti venne assolto dalla Corte d'Assise Speciale di Bergamo con formula piena ("per non aver commesso il fatto addebitatogli"), in un processo in cui vi furono numerose testimonianze a suo favore, anche di avversari politici, e nessuna testimonianza accusatoria. Una sentenza che riconobbe che «la sua condotta e pratica di pieno contrasto e antitesi col regime d'occupazione datò dal primo giorno dell'assunzione della sua carica di capo dell'amministrazione della Giustizia, come espressione di un meditato proposito manifestato e pertanto si assolve Pisenti dall'imputazione ascrittagli per avere egli commesso atti sempre escludenti la collaborazione con tedesco invasore». Poi, nel 1947 la sentenza di assoluzione trovò conferma presso la Corte di Cassazione". Assolto, tornò a Pordenone esercitando l'attività forense. Morì a Pordenone nel 1980.

## Opere
- Nel 1977 scrisse il volume Una repubblica necessaria - RSI (Edizioni Giovanni Volpe, 1977), in cui difese l'operato del governo della Repubblica Sociale Italiana, sostenendo che il rifiuto da parte fascista del cambio di alleanze sancito dall'armistizio con gli anglo-americani sia stato necessario per attenuare la prevedibile feroce vendetta dei tedeschi contro quelli che quest'ultimi consideravano i "traditori italiani".[6]